# Perry Groves
Perry Groves (Bow, 19 aprile 1965) è un ex calciatore inglese, di ruolo ala.

## Biografia
Il suo prozio Vic Groves è stato a sua volta un calciatore professionista, vestendo anche per alcune stagioni la fascia da capitano dell'Arsenal, club in cui Perry ha trascorso la maggior parte della sua carriera.

## Palmarès

### Club

#### Competizioni nazionali
- Campionato inglese: 2

Arsenal: 1988-1989, 1990-1991
- Coppa di Lega inglese: 1

Arsenal: 1986-1987
- Charity Shield: 1

Arsenal: 1991